# Bravo Gudule
 (octobre 2024).
Bravo Gudule est une série télévisée d'animation en 3D française en 104 épisodes de 13 minutes, créée par Philippe Vidal avec la participation du studio d'animation Def2shoot d'après les livres de Fanny Joly, produite par Ellipsanime et en France diffusée à partir du 3 octobre 2005 jusqu'en 2007 sur France 5 dans l'émission Bonsoir les Zouzous, puis rediffusée sur Tiji du 5 février 2007 au 28 mai 2014.
Au Canada, la série est diffusée à partir du 1er octobre 2005 sur TFO et à partir du 15 septembre 2007 à Télé-Québec.

## Synopsis
Cette série destinée en principe aux jeunes enfants met en scène les aventures de Gudule (8 ans), une petite fille rousse, malicieuse, un tantinet garçon manqué (elle ne met presque jamais de robe et joue plus souvent au ballon qu'à la poupée) et pleine d'imagination. Toujours accompagnée (mais souvent malgré elle) de Gaston, son petit frère de 3 ans, « un bébé » alors qu'elle, « elle est grande », à qui elle veut faire découvrir le monde. Gudule passe le plus clair de son temps à se retrouver dans des situations impossibles desquelles elle essaie de se sortir en racontant des mensonges. Mais la vérité finit toujours par éclater.
Habituellement, Gudule peut compter sur ses copains Bertrand (dont le grand frère Thomas est parfois bien utile) et Cheb (le fils de l'épicier arabe du quartier) pour lutter contre la peste Marie-Aglaé (nettement plus féminine et souvent plus intelligente que Gudule), toujours suivie de sa meilleure amie Carla, tandis que tous essaient de se tenir à l'écart de Paulo le costaud, la terreur de leur école primaire.
Les adultes qui interviennent habituellement sont la mère de Gudule, son père (Jean-Pierre), tante Alice, Florence la baby-sitter, M. Mansour (le père de Cheb), Ouma (sa grand-mère), Mme Martin l'institutrice de l'école et, de temps en temps, le directeur, M. Grant, ainsi que Mme Delamarre (mère de Marie-Aglaé).

## Personnages
- Gudule : a 8 ans. Gudule est une enfant rousse curieuse de tout ce qui l'entoure et se lance de front dans les aventures et les escapades. Elle est un leader naturel parmi ses amis, même si elle peut parfois être un peu autoritaire. Elle est aussi un peu un garçon manqué et adore passer du temps avec ses meilleurs amis Bertrand et Cheb dans leur cabane dans les arbres. Gudule protège son petit frère Gaston, mais peut aussi perdre patience avec lui, surtout quand il insiste pour jouer avec elle et ses amis tout le temps.
- Gaston : est l'adorable jeune frère roux de Gudule. Gaston lève les yeux vers sa sœur aînée et veut toujours jouer avec elle et ses amis, en particulier dans la cabane dans les arbres. Il essaie parfois d'être comme elle, copiant ses paroles et ses actions, et son approbation est très importante pour lui. Sensible et gentil, il est moins sûr de lui que sa sœur mais ses idées sur les gens et les situations peuvent parfois être surprenantes.
- Albert : est le hamster bien-aimé de Gaston.
- Papa : Il s'appelle Jean-Pierre. Roux comme ses enfants, bon enfant et décontracté, Papa est le vétérinaire local. Il est conscient que Gudule l'a enroulé autour de son doigt. Il dit généralement oui à n'importe quoi en regardant la télévision et dans les rares cas où il dit non, quelques larmes feront des merveilles.
- Maman : est la mère brune de Gudule et Gaston qui travaille à la maison en tant que journaliste indépendante qui écrit des articles. Elle est chaleureuse, sympathique et comprend mieux sa fille que Gudule ne le pense, mais elle est dure. Elle ne perd pas son sang-froid très souvent, mais quand elle le fait, même Gudule court pour se mettre à l'abri.
- Tante Alice : Tante Alice est la tante de Gudule. Elle passe beaucoup de temps chez Gudule et adore passer du temps avec elle et Gaston et faire des projets avec eux lorsque leurs parents sont absents. Elle est la baby-sitter préférée de Gudule.

### Autres
- Bertrand Lafoy : est l'un des meilleurs amis de Gudule. Il a les cheveux blonds et porte une chemise à rayures vertes et blanches et porte des lunettes rouges. Il traîne souvent avec Gudule dans la cabane dans les arbres.
- Cheb Mansour : est un garçon arabe et, avec Bertrand, l'un des meilleurs amis de Gudule, mais il est un peu timide et plus calme que Gudule et Bertrand. Mais Gudule sait qu'elle peut toujours compter sur lui pour trouver une solution à tout problème. Cheb est un génie scientifique, adore étudier et inventer des choses. Il vit avec sa grand-mère et son père, qui possède une épicerie locale.
- Marie-Aglaé Delor  : C'est la voisine d'à côté riche et blonde de Gudule et parfois ennemie ou rivale. Riche, gâtée, et jolie, Marie-Aglaé pense qu'elle est très spéciale et aime se vanter de Gudule et de ses amis. Elle est constamment en concurrence pour attirer l'attention des autres enfants. Sous le personnage gâté de Marie-Aglaé, elle cache un aperçu d'insécurité. Sa vaine préoccupation pour son apparence contraste nettement avec l'approche garçon manqué de Gudule. Elle porte ses cheveux blonds bouclés en queue de cheval basse avec une cravate blanche, une chemise rouge orangée à col blanc, une jupe écossaise verte et rouge, des chaussettes aux genoux blanches et des chaussures à sangles rouges.
  - La mère de Marie-Aglaé : Elle pourrait être blonde comme sa fille. On ne sait pas si Marie-Aglaé a un père. Elle s'appelle Mme Delamarre.
  - Le chien de compagnie de Marie-Aglaé
- Florence Dunbar : est la baby-sitter aux cheveux noirs de Gudule et Gaston lorsque leur tante n'est pas disponible. Elle étudie à l'université mais elle adore passer du temps avec les enfants. Elle aime particulièrement danser avec Gudule, qui a appris beaucoup de pas d'elle. Florence aime aussi faire des gâteaux pour Gudule et Gaston et aime particulièrement quand ils lui montrent leurs dessins.
- Djeda Mansour : est la grand-mère de Cheb, qui vit avec lui et son père. Elle s'occupe de tous les travaux ménagers et de la cuisine pour eux, et elle s'occupe d'un potager derrière l'épicerie familiale. Gudule aime chercher Djeda quand elle a besoin d'aide.
- Paulo Da Silva  : à 9 ou 10 ans, est un garçon aux cheveux bruns et il est le plus vieux de sa classe, et donc il pense que le reste sont tous des bébés. Paulo est doué pour le patinage et il aime montrer ses talents à Gudule et à tous ses amis. Il a aussi le béguin pour Marie-Aglaé. Paulo est le frère de Carla.
- Carla Da Silva  : est la sœur cadette brune de Paulo. Elle est aussi la meilleure amie de Marie-Aglaé et elle est souvent avec elle. Elle fait souvent tout ce que Marie-Aglaé lui dit, au grand mépris de Gudule. Elle porte ses cheveux bruns en nattes, une chemise à manches longues vert clair, un pull rose pourpre et des leggings vert foncé avec des chaussures rose pourpre.
- Le hamster de Carla : elle ressemble au hamster de Gaston, Albert, et parfois ils ne peuvent pas les distinguer. C'est une femelle.
- M. Mansour : est le père de Cheb et le fils de Djeda.
- Thomas Lafoy : est le frère aîné blond de Bertrand. Lui et Florence sont souvent ensemble.
- Mme Martin : professeur de mathématiques et de sciences aux cheveux blonds, est également professeur de Gudule, Cheb, Bertrand, Marie-Aglaé, Carla et Paulo.
- M. Grant : est le directeur de l'école qui enseigne également le gymnase aux élèves. Il dirige également une collecte de jouets.
- Le père d'Bertrand, le père blond d'Bertrand et probablement aussi Thomas.

## Distribution
- Caroline Combes : Gudule et l'interprète du générique
- Brigitte Lecordier : Gaston
- Hervé Grull : Cheb
- Dimitri Rougeul : Bertrand
- Adeline Moreau : Marie-Aglaë
- Enzo Enzo
- Cyrille Artaux
- Susan Sindberg
- Véronique Soufflet
- Gilbert Lévy
- Danièle Hazan
- Thierry Murzeau
- Éva Darlan
- Eric Missoffe : voix additionnelles

 Source et légende : version française (VF) sur RS Doublage.

## Épisodes
Les titres des épisodes se présentent sous forme binaires (x et y) avec très souvent une rime ou une assonance entre les deux termes.
1. Hamster et karaté
2. Bouderie et cachotterie
3. Ballet et bracelet
4. Céréales et célébrités
5. Serpent et affolement
6. Copains et valentins
7. Hamster et confusion
8. Robot et ridicule
9. Malice et pyjama
10. Disparitions et émotions
11. Citrouille et embrouilles
12. Frayeur et aspirateur
13. Frère et partenaire
14. Amnésie et cachotterie
15. Cabane et entêtement
16. Hamster et commando
17. Défi et pâtisserie
18. Mensonge et jeu vidéo
19. Jeu, set et vase
20. Science et patience
21. Colis et cafouillis
22. Crâneuse et bricoleuse
23. Excès et insuccès
24. Barbouille et carambouille
25. Mystère et bricolage
26. Vedette et pirouette
27. Génies et rongeurs
28. Ravage et recyclage
29. Potins et galopins
30. Adversaire et anniversaire
31. Blabla et cinéma
32. Chocotte et carnet de notes
33. Sorcières et princesses
34. Chance et confiance
35. Album et capharnaüm
36. Racontars et écran noir
37. Rivale et voisine
38. Vite et mal fait
39. Patience et partage
40. Doudous et filous
41. Tentation et indiscrétions
42. Ménage et grosse fatigue
43. Orgueil et insistance
44. Collection et obstination
45. Efforts et récompenses
46. Cousine et mutine
47. Promesses et conséquences
48. Mystère et boules de gomme
49. Sagesse et forteresse
50. Lavage et surmenage
51. Bon choix et bons amis
52. Rhume et amertume
53. Montre et raconte
54. Étoile et étoile
55. Rage et jardinage
56. Au doigt et à l'œil
57. Piscine et voisine
58. Secrets discrets
59. Peur & hauteur
60. Visite et parasite
61. Noix de coco et clafoutis
62. Ambition et trahison
63. Muette et pirouette
64. Panda et pyjama
65. Bouton et pantalon
66. Royauté et amitié
67. Service et caprice
68. Lecture et aventure
69. Neige et manège
70. Statue et têtue
71. Démolition et décoration
72. Glace et audace
73. Ballon et chignon
74. Tajine et surprise
75. Être et avoir
76. Allergie et nostalgie
77. Positif et négatif
78. Artiste et fumiste
79. Cadeau et fardeau
80. Épicerie et cachotterie
81. Peluche et coqueluche
82. Méprise et surprise
83. Choucroute et déroute
84. Cabanes et chicanes
85. Fête et tempête
86. Voyance et croyance
87. Nature et créature
88. Célébrité et sincérité
89. Docteur et menteur
90. Poisson et compassion
91. Rumeur et humeur
92. Insigne et consigne
93. Lunettes et sornettes
94. Sortie et modestie
95. Gloire et histoire
96. Frères et sœurs
97. Parfaite et distraite
98. Fourmis et ennuis
99. Troc en toc
100. Bataille et pagaille
101. Voyage et commérages
102. Coiffeur et gaffeur
103. Démocratie et harmonie
104. En temps et en heure

## Production
- Avec le particiption de France 5 et Tiji.
- Develompe et produit en Association avec TVOntario.
- Distrubee avec le soutern de Éurope Creative MEDIA.
- Responible pour France 5 Cierre Limorato.
- Responible pour TVO Patricia Elligson.
- Responible pour TFO Annick Snell.
- Avec le particiption de CNC,Canada,Ontario,Fonds canadien de television et Shaw Fonds Rocket et Telefilm Canada.
- (c) 2004 Ellipsanime,Miss BG Productions Inc.,Def 2shoot.
- Une Co-production France-Canada entre Ellipsanime,Breakthrough Film and Television et Def 2shoot.
- TVOntario